# Ciro Pirondi
Ciro Felice Pirondi (* 1956 in São Paulo) ist ein brasilianischer Architekt und Hochschullehrer.

## Leben
Ciro Pirondi ist seit seiner Jugend Anhänger der Erneuerungsbewegung in São Paulo. Er ist Absolvent der Fakultät für Architektur und Städtebau der Universidade Braz Cubas in São Paulo in den frühen 80er Jahren. Nach einem Promotionsstudium an der Universitat Politècnica de Catalunya in Barcelona studierte er an der Università IUAV di Venezia. Anschließend eröffnete er ein eigenes Atelier in São Paulo. Pirondi war von 1992 bis 1994 Präsident des Brasilianischen Architekten-Instituts.
Ciro Pirondi war 2001 Initiator und Mitbegründer der Escola da Cidade em São Paulo, einer der renommiertesten Architekturschulen in São Paulo und ist dessen Direktor.
Er engagiert sich für Themen wie die Entwicklung der Zersiedelung von São Paulo. Zusammen mit Oscar Niemeyer sanierte Pirondi in den 1990er Jahren das Edifício Copan, mit über 5000 Einwohnern das größte Wohnhochhaus weltweit.